# Исламия (колледж)
Исламия-колледж (урду اسلامیہ کالج پشاور‎) — одно из старейших высших учебных заведений в Пешаваре, столице провинции Хайбер-Пахтунхва в Пакистане. Колледж основан по личной инициативе сэром Абдул Кайюм Ханом и сэром Джорджем Русом-Кеппелем в 1913 году. Учреждение учебного заведение стало возможным благодаря движению Алигарх. Университет обеспечивает студентам высшее образование в области искусства, гуманитарных и естественных наук. В 1950 году, в качестве филиала колледжа был основан Пешаварский университет. Позднее за Исламия-колледжем был закреплён статус учредительного учебного заведения. В 2008 году правительство Пакистана повысило статус колледжа до университета. Слово «колледж» сохранили в названии, как его историческое наименование.
В 1901 году была учреждена провинция Хайбер-Пахтунхва на территории выделенной из Пенджаба. Тогда на территории провинции был только один Эдвардс-колледж. По этой причине молодежь выезжала из провинции для получения высшего образования. Для образования местной элиты провинциальной аристократией и британской администрацией было принято решение основать ещё одно высшее учебное заведение. Им стал Исламия-колледж. Выпускники учебного заведения играли и играют важную роль в политической и общественной жизни Пакистана. Первый поступивший студент в Исламия-колледж в Пешаваре Сахибзада Хуршид стал первым губернатором провинции Хайбер-Пахтунхва.
По данным Попечительского совета, колледж владеет более чем тремястами акрами земли, а также недвижимостью в Харишчане, Раи-Килли и Тарнабе в районе Чарсадда. В дополнение к этому на Хайберском базаре Пешавара и главном базаре Чарсадда колледжу-университету принадлежат триста девяносто пять магазинов и квартир.